# غريغ فيشل
غريغ فيشل (بالإنجليزية: Greg Fishel)‏ هو عالم أرصاد أمريكي، ولد في 19 فبراير 1957 في لانكستر في الولايات المتحدة.